# Kolonia Krótka
Kolonia Krótka – nieoficjalna kolonia wsi Rudzienko, w Polsce, w województwie lubelskim, w powiecie lubartowskim, w gminie Michów.
Miejscowość należy do sołectwa Rudzienko Drugie.
Miejscowość oficjalnie nie figuruje w spisach urzędowych w systemie TERYT; zapisano wstępnie jej nazwę własną – jak w osnowie, bez nazwy obocznej, dla współrzędnych geograficznych. Statut dla tego obiektu geograficznego to kolonia wsi niestandaryzowana wsi Rudzienko.
W latach 1975–1998 miejscowość administracyjnie należała do województwa lubelskiego.